# Église Saint-Pierre de Trosly-Loire
L'église Saint-Pierre de Trosly-Loire est une église située à Trosly-Loire, en France.

## Localisation
L'église est située sur la commune de Trosly-Loire, dans le département de l'Aisne.